# Hermann Künneth
Hermann Lorenz Künneth (* 6. Juli 1892 in Neustadt an der Haardt; † 7. Mai 1975 in Erlangen) war ein deutscher Mathematiker, der sich mit algebraischer Topologie und Geometrie beschäftigte.

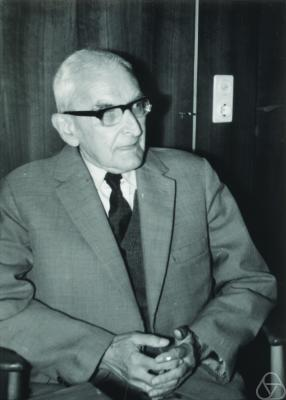
Künneth in Erlangen 1969

## Leben
Künneth, der Sohn eines Gymnasiallehrers, studierte ab 1910 Mathematik an der Universität Erlangen und der Ludwig-Maximilians-Universität München, unterbrochen vom Wehrdienst bei der Infanterie im Ersten Weltkrieg von 1914 bis 1919, wo er zweimal verwundet wurde und zuletzt in britischer Gefangenschaft war. Während seines Studiums wurde er Mitglied der AMV Fridericiana Erlangen. Noch 1912 legte er das erste Lehrer-Staatsexamen ab, dem 1920 der zweite Teil folgte. Seine Lehrer in Erlangen waren Ernst Sigismund Fischer, Paul Gordan, Max Noether, Richard Baldus, Erhard Schmidt. Ab 1920 war er Lehrer im bayrischen Schuldienst unter anderem an Gymnasien in Kronach und Erlangen. Gleichzeitig hielt er Kontakt zur Universität, wurde 1922 in Erlangen (wo er 1921 Assistent an der Universität war) bei Heinrich Tietze promoviert (Über die Bettischen Zahlen einer Produktmannigfaltigkeit), war 1923 Assistent an der Universität Berlin (wurde aber im selben Jahr Studienrat an der Realschule Kronach) und habilitierte sich 1942 in Erlangen. Neben seiner Schultätigkeit war er danach Privatdozent. 1925 wurde er Studienrat am Fridericianum in Erlangen und 1950 Oberstudienrat. Nach seiner Pensionierung im Schuldienst war er ab 1957 außerplanmäßiger Professor in Erlangen, wo er nach den Worten von Otto Haupt im Alter von 65 Jahren eine erstaunliche, unerwartete wissenschaftliche Aktivität entfaltete.
Er ist für die Künnethformel in der algebraischen Topologie bekannt, die er in seiner Dissertation entwickelte. Sie ermöglicht die Bestimmung der Betti-Zahlen einer Produktmannigfaltigkeit A x B aus den Bettizahlen von A und B. Auch für die Torsionszahlen der Produktmannigfaltigkeit gab er Formeln an. Später befasste er sich, teilweise in Zusammenarbeit mit Otto Haupt, mit Geometrie, woraus unter anderem eine Monographie entstand.

## Ehrungen
- Bundesverdienstkreuz am Bande (2. März 1964)[7]